# Archidiocèse de Corrientes
L'archidiocèse de  Corrientes (en latin : archidioecesis Corrientensis ; en espagnol : arquidiócesis de Corrientes) est un archidiocèse métropolitain de l'Église catholique en Argentine.

## Territoire

Archidiocèse de Corrientes
Suffragants

Il comprend treize départements de la province de Corrientes : Bella Vista, Berón de Astrada, Capital, Concepción, Empedrado, General Paz, Itatí, Mburucuyá, Saladas, San Cosme, San Luis del Palmar, San Miguel et San Roque ce qui représente un territoire de 26 218 km2 divisé en 50 paroisses.
Le siège archiépiscopal est dans la ville de Corrientes où se trouve la cathédrale Notre-Dame-du-Rosaire (es). La basilique Notre-Dame d'Itatí (es) est un lieu de pèlerinage à la Vierge.

## Historique
L'érection du diocèse de Corrientes est décidé par décret de la congrégation pour les évêques du 21 janvier 1910et sanctionné par  une bulle de Pie X le 3 février suivant, en prenant sur le territoire du diocèse de Paraná (aujourd'hui archidiocèse de Paraná).
Nommé suffragant de l'archidiocèse de Buenos Aires lors de sa création, il intègre la province ecclésiastique de l'archidiocèse de Paraná le 20 avril 1934 par la constitution apostolique Nobilis Argentinae nationis du pape Pie XI.
Il cède une portion de son territoire le 11 février 1957 pour l'érection de la diocèse de Posadas.
Il cède une autre partie de son territoire le 10 avril 1961 pour l'établissement du diocèse de Goya ; dans le même temps, il est élevé au rang d'archidiocèse métropolitain par la constitution apostolique Nobilis Argentina Respublica du pape Jean XXIII avec pour suffragants les diocèses de Goya, Posadas, Formosa et Resistencia (aujourd'hui archidiocèse de Resistencia).
Il cède encore du territoire le 3 juillet 1979 pour la création du diocèse de Santo Tomé.

## Évêques et archevêques
Évêques
- Luis María Niella (3 février 1911 - 30 novembre 1933)
- Francisco Vicentín (13 septembre 1934 - 10 avril 1961)

Archevêques
- Francisco Vicentín (10 avril 1961 - 5 avril 1972)
- Jorge Manuel López (5 avril 1972 - 19 janvier 1983), nommé archevêque de Rosario
- Fortunato Antonio Rossi (26 novembre 1983 - 7 avril 1994)
- Domingo Salvador Castagna (22 juin 1994 - 27 septembre 2007)
- Andrés Stanovnik, O.F.M.Cap (27 septembre 2007 - 22 février 2025)
- José Adolfo Larregain, O.F.M., depuis le 22 février 2025